# Jochen Lettmann
Jochen Lettmann, né le 10 avril 1969 à Duisbourg, est un kayakiste allemand pratiquant le slalom.

## Palmarès

### Jeux olympiques
- Médaille de bronze aux Jeux olympiques de 1992 à Barcelone en K1[1].